# Taveunisilkesstjärt
Taveunisilkesstjärt (Lamprolia victoriae) är en fågel i familjen solfjäderstjärtar inom ordningen tättingar.

## Utseende och läten
Taveunisilkesstjärten är en liten (12 cm), flugsnapparliknande fågel med kort stjärt och långa vingar. Utseendet är omisskännligt: djupt sammetssvart (på huvud, nacke, strupe och bröst metalliskt blåglänsande) med silkesvitt på övergumpen och större delen av stjärten. Lätet består av högljudda visslingar, drillar samt låga och raspigt gnissliga ljud.
Den är mycket lik natewasilkesstjärten som tidigare behandlades som underart, men denna är tydligt mindre, med större och plattare blåglänsande fjädrar på hjässa och bröst.

## Utbredning och systematik
Arten återfinns i bergstrakter i Fiji, där enbart på ön Taveuni.
Tidigare behandlades taveunisilkesstjärten och natewasilkesstjärten (Lamprolia klinesmithi) som en och samma art, silkesstjärt (L. victoriae), och vissa gör det fortfarande.
Silkesstjärtarna i Lamprolia är närmast släkt med papuasilkesstjärten (Chaetorhynchus papuensis), tidigare kallad dvärgdrongo och behandlad som en del av familjen drongor, samt den akut hotade sangihesilkesstjärten (Eutrichomyias rowleyi), fram tills nyligen ansedd som en monark (Monarchidae). Tillsammans utgör de en systergrupp till resten av arterna i familjen solfjäderstjärtar. Det har dock föreslagits att de bör urskiljas till en egen familj, Lamproliidae.

## Status
IUCN kategoriserar arten som nära hotad.

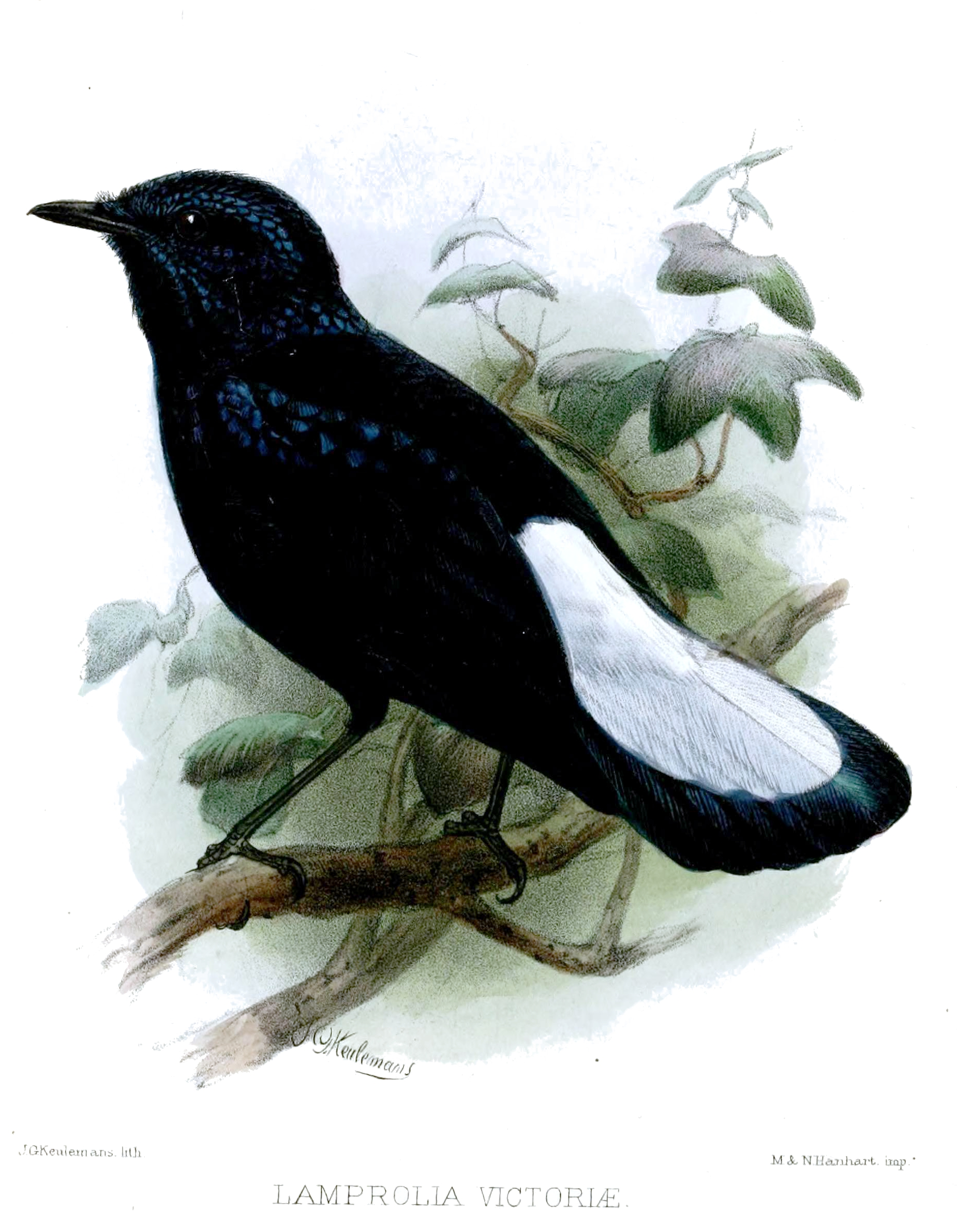